# Srbuk
Srbuk (in armeno Սրբուկ?), pseudonimo di Srbuhi Sargsyan (in armeno Սրբուհի Սարգսյան?; Erevan, 3 aprile 1994), è una cantante armena.
Ha rappresentato l'Armenia all'Eurovision Song Contest 2019 con il brano Walking Out, non riuscendo a qualificarsi per la serata finale.

## Biografia
Nata nella capitale armena, Srbuk ha studiato al Conservatorio Statale Komitas, dove si è diplomata ed ha imparato a suonare il qanun, strumento a corde tipico della musica araba.
Ha ottenuto notorietà con la sua partecipazione, nel 2010, alla prima edizione di X Factor Armenia, dove si è piazzata seconda. Nel 2018 ha partecipato all'ottava edizione della versione ucraina di The Voice, dove è entrata a far parte della squadra del cantante Potap, finendo quarta.
Il 30 novembre 2018 è stato confermato che l'ente televisivo nazionale armeno ARMTV l'ha selezionata internamente come rappresentante nazionale per l'Eurovision Song Contest 2019 a Tel Aviv, in Israele. La sua canzone, Walking Out, è stata pubblicata il 10 marzo 2019. A Tel Aviv si è esibita nella seconda semifinale del 16 maggio, ma non si è qualificata per la finale, piazzandosi 16ª su 18 partecipanti con 49 punti totalizzati, di cui 23 dal televoto e 26 dalle giurie.
Nel ottobre 2019, Srbuk ha pubblicato un album di cover dal titolo Armenian Folk. Nel novembre 2020, durante la guerra del Nagorno-Karabakh, è stata coinvolta in una canzone di beneficenza intitolata Mez vochinch chi haghti, insieme ad Arthur Khachents, Iveta Mukuchyan, Gor Sujyan, Sevak Amroyan, Sevak Khanagyan e Sona Rubenyan, prodotta da DerHova.

## Influenze musicali
Srbuk cita Aretha Franklin, Etta James, Ella Fitzgerald, Stevie Wonder, Ray Charles e Michael Jackson come le sue principali influenze musicali.

## Discografia

### Album in studio
- 2019 – Armenian Folk

### Singoli
- 2016 – Yete karogh es
- 2018 – Half a Goddess
- 2019 – Walking Out
- 2019 – Na Na Na
- 2020 – Hagtelu enq
- 2020 – Mez vochinch chi haghti (con Arthur Khachents, Iveta Mukuchyan, Gor Sujyan, Sevak Amroyan, Sevak Khanagyan e Sona Rubenyan)
- 2022 – Siro ritm

#### Come featuring
- 2014 – Boat (Garik Papoyan feat. Srbuk)
- 2018 – Let Me Down (Hami Ashot feat. Srbuk)